# Owczegłowy
Owczegłowy – wieś w Polsce położona w województwie wielkopolskim, w powiecie obornickim, w gminie Rogoźno.
Wieś królewska należąca do starostwa rogozińskiego, pod koniec XVI wieku leżała w powiecie poznańskim województwa poznańskiego. W latach 1975–1998 miejscowość administracyjnie należała do województwa pilskiego.
We wsi znajdują się pozostałości cmentarza ewangelickiego z resztkami nagrobków.